# Rákossy Balázs
Rákossy Balázs (Pécs, 1971. november 7. –) magyar jogász, ügyvéd, politikus, sportvezető, 2014-től a Nemzetgazdasági Minisztérium, majd 2018-tól a Pénzügyminisztérium európai uniós források felhasználásáért felelős államtitkára.

## Élete
Általános iskolai tanulmányait a pécsi Mátyás Király Utcai Általános Iskolában, gimnáziumi tanulmányait a Ciszterci Rend Nagy Lajos Gimnáziumában végezte 1990-ben, majd 1995-ben jogi diplomát szerzett a Janus Pannonius Tudományegyetem Állam-és Jogtudományi Karán. 1995-től 1998-ig ügyvédjelöltként dolgozott, ezalatt 1996-ban a Maastricht Egyetemen, majd 1997-ben az Oxfordi Egyetemen (University College) szerzett LL.M fokozatot.
1998-ban ügyvédi szakvizsgát tett, majd 2002-ig a Fidesz parlamenti képviselőcsoportjában dolgozott. 2002-ben az Európai Unió Bizottsága Magyarországi Delegációjának vezető jogtanácsosa lett, majd 2004-től a Pfizer Magyarország, 2006-tól pedig Pfizer brüsszeli Közép- és Kelet-Európai Régióközpont jogi igazgatója volt. 2008-ban rövid ideig a British American Tobacco Magyarország jogi igazgatója volt, majd a MOL Nyrt. magyarországi vezető jogtanácsosa lett.
2010 és 2014 között Varga Mihály kabinetfőnöke, aki előbb Miniszterelnökséget vezető államtitkár, 2012-től egyes nemzetközi pénzügyi szervezetekkel való kapcsolattartásért felelős tárca nélküli miniszter, 2013-tól pedig nemzetgazdasági miniszter volt. Rákossy 2014-ben a Nemzetgazdasági Minisztérium, majd 2018 májusában a Pénzügyminisztérium európai uniós források felhasználásáért felelős államtitkára lett. 2018-ban a Pázmány Péter Katolikus Egyetemen tőkepiaci és bank szakjogász oklevelet szerzett. Angol, német, francia és orosz nyelven beszél.
2015-től a PVSK-Veolia férfi NB. I. kosárlabda szakosztály elnöke, 2016-tól a Baranya Barátainak Köre tagja, 2018 óta pedig a Pécsi Vasutas Sportkör (PVSK) társadalmi elnöke és a Magyar Olimpiai Bizottság tagja.
2022. június 10-én Rákossy Balázst nevezte ki a Diákhitel Központ Zrt. élére a Magyar Fejlesztési Bank (MFB).